# 翅柄叉蕨
翅柄叉蕨（学名：Tectaria decurrenti-alata）为叉蕨科叉蕨属下的一个种。